# Puente San Marcos Lempa (El Salvador)
Puente San Marcos Lempa es también el puente más largo de El Salvador, ubicado en la población de San Marcos Lempa, en los departamentos de San Vicente y Usulután el puente es parte de la Carretera del Litoral que conecta la zona oriental de El Salvador fue construido gracias a la donación que el Gobierno de Japón otorgó al Gobierno de El Salvador en 1998 para la reconstrucción de puentes y carreteras, tanto el Puente Cuscatlán y el Puente San Marcos Lempa son puentes Gemelos, poseen las mismas características y las mismas dimensiones, los 2 puentes fueron construidos al mismo tiempo con los mismos diseños y planos que la empresa constructora utilizó.

## Historia
Se trata de uno de los 2 puentes más largos de El Salvador con un total de 411 metros contando los puntos de acceso, se ubica sobre la Carretera del Litoral mientras que su puente gemelo se encuentra sobre la Carretera Panamericana, de ambos el de más importancia es el Puente Cuscatlán porque la Carretera Panamericana es la principal vía de comunicación en todos los países de América, el 15 de octubre de 1981 el primer puente de San Marcos Lempa, conocido por los salvadoreños como Puente de Oro fue dinamitado por la Guerrilla del FMLN; la zona oriental de El Salvador quedó aislada del resto del país, ya que el puente quedó destruido en su totalidad, la principal vía de acceso comercial y vial se cortó en este punto, 19 años después de su destrucción volvió a construirse, el presidente de ese entonces Armando Calderón Sol agradeció la ayuda del Gobierno de Japón al donar US$ 9 millones (188 millones de colones) para la reconstrucción del puente de San Marcos Lempa y un total de US$ 18 millones para ambos puentes Gemelos.
Este puente tiene una longitud de 400 m y un total de 411 m. incluyendo los puntos de acceso a ambos lados, la empresa italiana Rizzani de Eccher construyó el puente en dos años, en forma simultánea con el Puente Cuscatlán. Este otro ubicado sobre la Carretera Panamericana, El Puente San Marcos Lempa fue construido donde funcionó el extinto (Puente de Oro) las obras avanzaron más lentas debido a una serie de tropiezos, los primeros obstáculos se dieron cuando los constructores encontraron restos del antiguo Puente de Oro dinamitado por la guerrilla FMLN. El desentierro y retiro de las viejas estructuras fue un proceso difícil, además el huracán Mitch generó aún más retrasos, porque las fuertes corrientes del Río Lempa dañaron algunas secciones del nuevo puente que ya habían sido edificadas.
A diferencia del puente anterior, la nueva infraestructura posee aceras en ambos lados de la vía que facilitan el paso peatonal, cuenta con 4 carriles y hombros amplios para facilitar una futura ampliación".

## Información general
El "Puente San Marcos Lempa" está ubicado entre los departamentos de San Vicente y Usulután. El puente se localiza sobre el Río Lempa, en el municipio de San Marcos Lempa y presenta la particularidad de ser el más largo de todo El Salvador, junto con su puente gemelo, Puente Cuscatlán. Estos puentes tienen una longitud total de 411 metros, con una distribución de seis luces parciales de 60 m y 25 m ubicadas sobre el cauce principal del río; cuenta con fundaciones directas sobre macizo rocoso y pilares incrustados en el cauce del río, una superestructura formada por una viga de acero y concreto postensada de peralte.
- Empresa responsable de la construcción: Rizzani de Eccher
- Tiempo en el que se construyó: 36 MESES
- Monto: US$ 9 M
- Beneficiarios directos: 230 mil habitantes
- Beneficiarios indirectos: más de 7 millones de habitantes

El Puente por estar ubicado en una de las vías principales del país como lo es la Carretera del Litoral, los beneficiarios indirectos son más de 7 millones ya que por esta vía transita toda la población Salvadoreña y parte de la de Centro América. 
Descripción
En total, Japón otorgó 31 millones de dólares a El Salvador en 1998 como cooperación, para la construcción de puentes, 2 plantas asfálticas para la zona oriental y occidental y maquinaria pesada de construcción, para la rehabilitación de caminos.

## Turismo
El Puente en si es una gran obra de ingeniera, ya que la Carretera del Litoral lo requiere por su gran volumen de tránsito pesado para la zafra, su impresionante estructura hace detenerse para apreciar la vista del río, la vegetación, el puente es una vía de gran importancia para todas las zonas de potencial turístico importante en la región ya que por mucho 19 años se vio restringido el acceso a esas zonas, porque el antiguo puente lo destruyó la guerrilla del FMLN.